# 勝利者 (1963年の映画)
『勝利者』（しょうりしゃ、原題：The Victors）は、1963年制作のイギリス・アメリカ合衆国の戦争映画。
『真昼の決闘』などの脚本を執筆したカール・フォアマンがアレクサンダー・バロンの小説「人間たち」を原作に、第二次世界大戦末期のヨーロッパ戦線を舞台に戦争の“勝利者”と非人間性を描いた。タイトル・デザインはソール・バス。
1964年の日本における洋画配給収入トップ10の第9位。

## あらすじ
第二次世界大戦末期のヨーロッパ各地を舞台に、戦争の実態やアメリカ軍兵士たちと現地の人間との様々な人間模様を描く。

## キャスト
※括弧内は日本語吹替。
- トロワー：ジョージ・ハミルトン
- チェイス：ジョージ・ペパード（井川比佐志）
- ベイカー：ヴィンセント・エドワーズ
- クレイグ軍曹：イーライ・ウォラック（江幡高志）
- ロシア兵：アルバート・フィニー
- マグダ：メリナ・メルクーリ
- フランス人女性：ジャンヌ・モロー（楠侑子）
- レジーヌ：ロミー・シュナイダー
- マリア：ロザンナ・スキャフィーノ
- エルドリッチ：マイケル・カラン
- フランス軍中尉：モーリス・ロネ
- ウィーヴァー：ピーター・フォンダ
- トルーディ：センタ・バーガー
- ヘルガ：エルケ・ソマー
- ジム・ミッチャム
- ピーター・ヴォーン
- ジョエル・フラトー

※テレビ放送：NET「日曜洋画劇場」1969年9月14日